# Deutsche Schule Tokyo Yokohama
Die Deutsche Schule Tokyo Yokohama (japanisch 東京横浜独逸学園 Tōkyō Yokohama Doitsu Gakuen, abgek. DSTY) ist eine offiziell anerkannte deutsche Auslandsschule in der japanischen Metropole Yokohama.

## Überblick

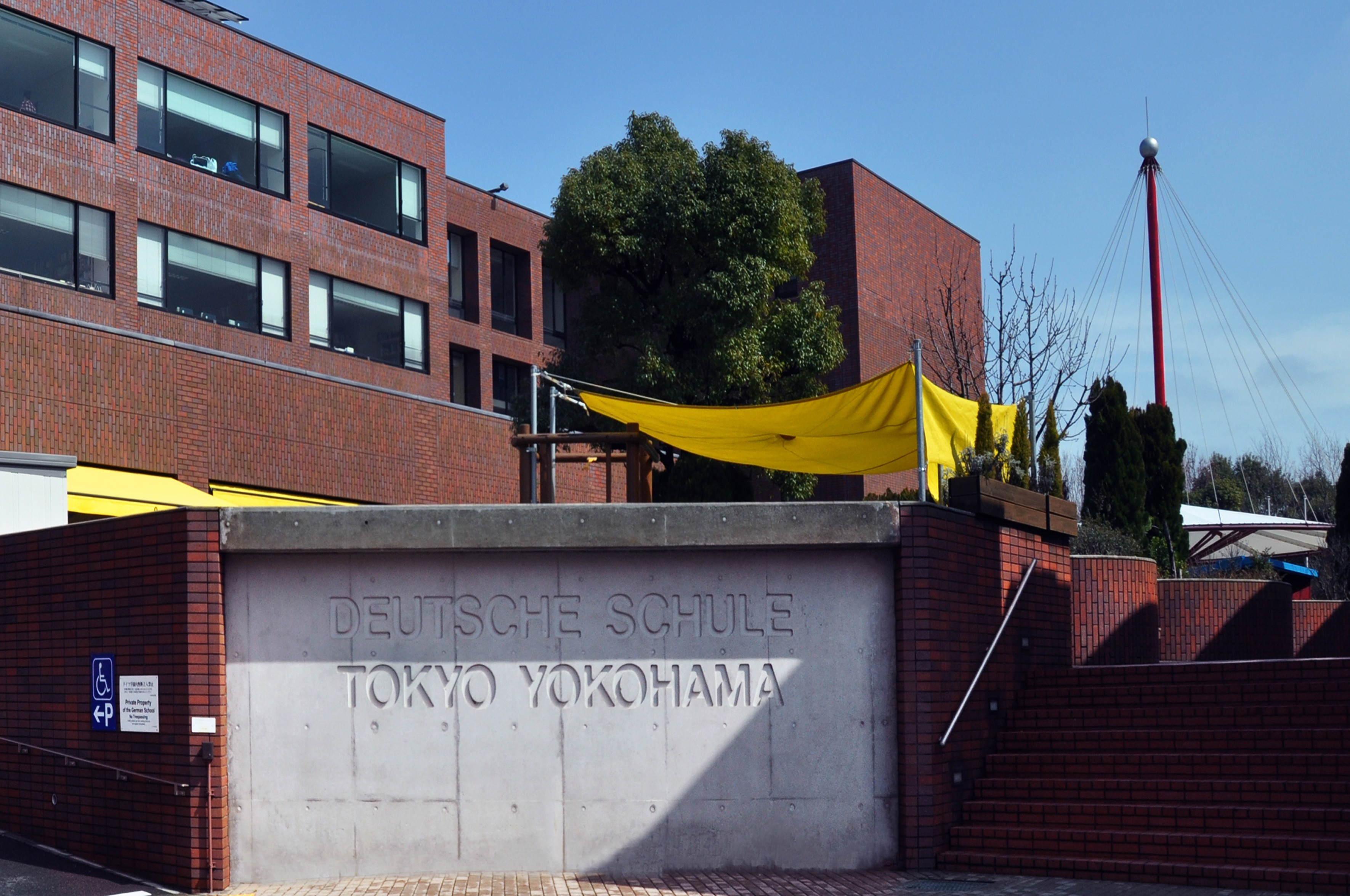
Eingang

Die Schule umfasst einen Kindergarten und die Schulbereiche von der Grundschule bis zur gymnasialen Oberstufe, die mit dem Abitur abgeschlossen wird. Fachoberschulabschluss, Realschulabschluss und Hauptschulabschluss können ebenso erworben werden. Die Lehrpläne der Grundschule und des Gymnasiums orientieren sich an den Vorgaben des Bundeslandes Thüringen.
Die Unterrichtssprache ist Deutsch. Als Fremdsprachen können Englisch, Japanisch, Französisch, Latein und Spanisch (in Form einer Arbeitsgemeinschaft) gewählt werden.

## Geschichte

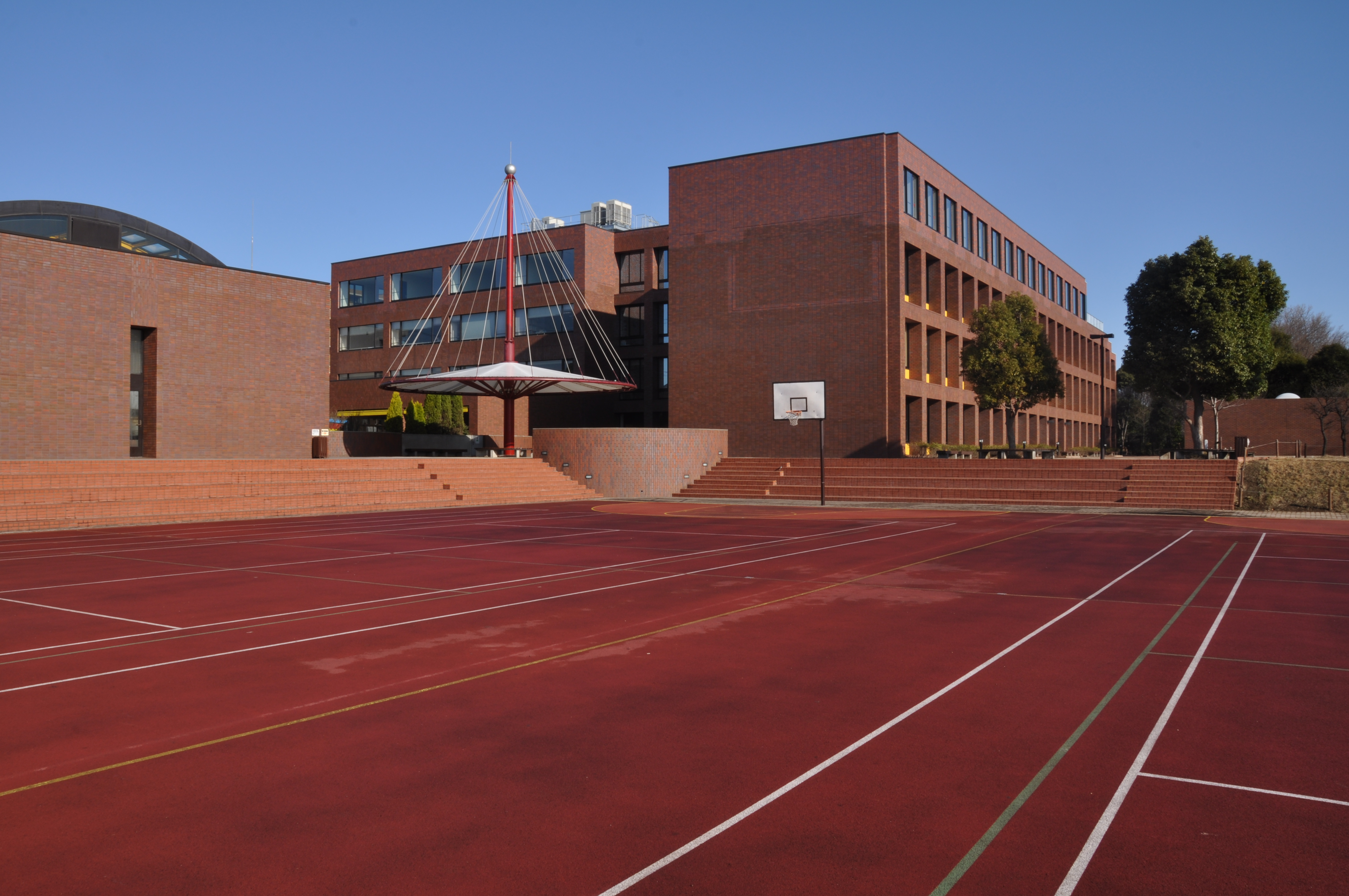
Außenansicht

Die DSTY wurde 1904 in Yokohama gegründet. Nach dem Großen Kantō-Erdbeben 1923 blieb die Schule zwar weitgehend unzerstört, aber viele Familien zogen von Yokohama nach Tokio, was zu einem vorläufigen Ende des Schulbetriebs in Yokohama führte. 1934 konnte die DSTY in Ōmori (heute Teil des Tokioter Bezirks Ōta) wiedereröffnet werden. Während des Zweiten Weltkriegs wurde das Schulgebäude kaum beschädigt, jedoch 1946 durch die amerikanische Militärverwaltung geschlossen. Am 1. Dezember 1953 konnte die Schule ihren Schulbetrieb wieder aufnehmen. Zu dieser Zeit gab es insgesamt 17 Schüler. 1960 wurde die erste Nachkriegsreifeprüfung durchgeführt. Ab 1970 stieg die Zahl der Schüler erheblich, so dass man sich aus Gründen der Raumknappheit entschied, ein neues, größeres Schulgebäude in Yokohama im Stadtbezirk Tsuzuki zu errichten. Dieses wurde 1991 bezogen. Der Unterricht startete im September 1991 mit 450 Schülern. 2010 wurde zusätzlich ein vierter Stock errichtet.
Das heutige Schulgebäude liegt etwa zehn Minuten zu Fuß von der U-Bahn-Station Nakamachidai entfernt. Derzeit besuchen etwa 600 Schüler die Schule.

## Persönlichkeiten

### Bekannte ehemalige Schüler
- Beate Shirota Gordon (1923–2012), Frauenrechtlerin[1]
- Marion Grein (* 1966), Professorin für Neurolinguistik
- Álvaro Soler (* 1991), Popsänger

### Bekannte ehemalige Lehrer
- Sven Günther, Althistoriker